# Мифы Ионии
В статью включены персонажи древнегреческой мифологии, связанные с городами Ионии на побережье Малой Азии. О мифологии Хиоса и Самоса см. Мифы островов Эгейского моря.

## Персонажи

### Клазомены
- Парал. Вывел ионийскую колонию в Клазомены[1]. В другом чтении Парфор.
- Парфор. Из Колофона. Часть ионян попросили себе вождя в лице Парфора и основали город под горой Идой, но позднее вернулись в Ионию и выстроили Скиппий. Позднее они основали Клазомены[2]. См. Парал.

### Колофон
- Андремон (сын Кодра). Андремон основал Колофон (согласно Мимнерму), а Андропомп основал Лебедос[1]. Либо Андремон, сын Кодра, вывел ионийскую колонию в Лебед, изгнав карийцев. Могила на пути из Колофона в Лебед[3].
- Арахна.
- Дамасихтон (сын Кодра). Дамасихтон и Промет, сыновья Кодра, заключили во главе ионийцев союз с дорийцами в Колофоне, но стали царями. Позднее Дамасихтон был убит Прометом. Сыновья Дамасихтона похоронили его[4].
- Идмон[5]. Из Колофона, отец Арахны (см.).
- Итис. Из Колофона. Сын Политехна и Аэдоны. Сварен своей матерью и подан на стол отцу[6].
- Кларос.
- Мопс (сын Аполлона).
- Политехн. Из Колофона. Муж Аэдоны, отец Итиса. Изнасиловал сестру своей жены, и те накормили его мясом сына. Превратился в зелёного дятла, ибо Гефест дал ему топор, когда он плотничал[7].
- Ракий. См. Лакий.
- Фаланкс. Брат Арахны, Афина превратила его в фалангу[8].

### Лебед
- Андропомп. Основал ионийскую колонию Лебедос, захватив место под названием Артис[1].

### Магнесия-на-Меандре
- Левкипп (сын Ксанфия).
- Левкофрия. Дочь Мандролита. Из Эфеса (?). Предала родной город, полюбив Левкиппа, возглавлявшего фессалийцев[9].
- Мандролит. Отец Левкофрии[9]. Его имя упомянуто в надписи из Магнесии[10].

### Милет
- Амфитр. (Амфирет). Милетец. См. Леодамант.
- Анакт. Сын Геи, отец Астерия. Автохтон, правил в Милете[11].
- Анфей. Герой милетской легенды, изложенной Александром Этолийским в поэме «Аполлон»[12]. Сын Ассеса и Геламены, которого полюбила жена Фобия[13].
- Астерий. Сын Анакта. Похоронен на островке у Милета, его труп не менее 10 локтей в длину[14]. Правил в Милете[15].
- Бор. Внук или сын Нелея, его именем названа фила Бореев – одна из шести фил в Милете и его колониях[16].
- Бранх (из Милета).
- Гармофея. Жена Пандарея из Милета[17].
- Кианея. Дочь Меандра, жена Милета. Мать Библиды и Кавна[18].
- Клеобея. Жена Фобия, царя Милета. Влюбилась в Анфея из Галикарнасса, он её отверг. Она бросила в колодец куропатку и попросила юношу достать её, когда он спустился, она сбросила на него сверху камень. Он умер, а она покончила с собой[19]. По Александру Этолийскому, она бросила золотой кувшин. Некоторые называли её Филехма.
- Леодамант.
- Нелей (сын Кодра).
- Пандарей.
- Трагасия. Согласно Никенету, дочь Кеденея, жена Милета, мать Кавна и Библиды[20].
- Филист. Сын Пасикла, вместе с Нелеем основал Милет и воздвиг святилище Деметры Элевсинской[21].
- Фобий. Сын Гиппокла. Нелеид, царь Милета. Его жена Клеобея погубила Анфея и покончила с собой. Уступил власть Фригию[12].
- Фригий. Сын Нелея, правитель Милета. Стал царем после Фобия[22]. Влюбился в Пиерию из Миунта[23]. См. Плутарх. О доблести женской 16, Полиэн. Стратегемы VIII 35; Аристенет. Любовные письма I 15.
- Эргин (сын Посейдона).

### Миунт
- Иапигия. Из Миунта, жена Пифея, мать Пиерии[24].
- Киарет. Побочный сын Кодра. Основал поселение ионийцев в Миунте, отняв его у карийцев[25]. Он же Кидрел[1].
- Кидрел. См. Киарет.
- Пиерия. Дочь Пифея и Иапигии[24]. Из Миунта, возлюбленная Фригия[26].
- Пифей. Из Миунта, жена Иапигия, дочь Пиерия[24].

### Приена
- Филот.
- Эпит. Сын Нелея. Вывел колонию в Приену вместе с Филотом, изгнав карийцев[27].

### Теос
- Апек (Апойк). Потомок Меланфа в 4 колене. Привел ионян в Теос, соединив их с прежним населением[28]. Афинянин, вывел колонию в Теос вместе с Дамасом и Гересом[1].
- Афамант. Потомок Афаманта (сына Эола). Вывел колонию орхоменских минийцев в Теос[29]. Поэтому Анакреонт называет Теос Афамантидой.
- Герес. Беотиец. Вывел отряд в Теос, присоединив его к афинянам и минийцам[29].
- Дамас. Сын Кодра. Вывел отряд из Аттики в Теос вместе с братом Наоклом[28]. Либо афинянин, вывел колонию в Теос[1].
- Наокл. Вывел отряд из Аттики в Теос вместе с братом Дамасом, присоединив его к минийцам[28]. Навкл, побочный сын Кодра, вновь основал Теос, а после него Апек и Дамас афиняне и Герес беотиец[1].

### Фокея
- Дамон. Сын Евктемона, брат Филогена. Афинянин, дал корабли для ионийской колонизации[30]. Под начальством его и брата в Азию переселились фокейцы[31].
- Филоген. Сын Евктемона, брат Дамона. Афинянин, дал корабли для ионийской колонизации[30]. Под начальством его и брата в Азию переселились фокейцы[31]. Вывел колонию в Фокею[1].

### Эрифры
- Гиппот (сын Кодра). Брат Кнопа. Захватил власть в Эритрах, разбив Ортига[32].
- Ир. Один из заговорщиков, свергнувших царя Эритр Кнопа[33].
- Клеоника. Жена Кнопа, царя Эритр, бежала в Колофон после гибели мужа[34].
- Кноп.
- Ортиг. Один из заговорщиков, свергнувших царя Эритр Кнопа. Истреблял врагов, захватив власть в городе. Позже убит, спасаясь от Гиппота[35].
- Феодор. По эрифрейской версии, пастух, отец сивиллы Герофилы[36]. Элемент дор- «дар» в микенских текстах есть в именах a-pi-do-ro (Амфидор), te-o-do-ra (Феодора)[37].
- Хрисамена. Жрица[38]. См. Кноп.
- Эрифр. (Эритр.) Сын Радаманфа. Отец дал ему царскую власть над Эритрами[39]. Пришёл с Крита и основал город Эрифры, где жили критяне, ликийцы, карийцы и памфилийцы[40]. Колонией Эрифр был город Парий[41].
- Эхар. Один из заговорщиков, свергнувших царя Эритр Кнопа. Позже убит, спасаясь от Гиппота[33].

### Эфес
- Алкиона. Жена Пандарея из Эфеса, мать Аэдоны и Хелидониды. Превратилась в птицу алкиону[42].
- Андрокл (сын Кодра).
- Аэдона (дочь Пандарея).
- Каистр. Отец Эфеса[43].
- Климена. Дочь Андрокла. Первая жрица Артемиды в Эфесе[44].
- Пандарей.
- Пасикл. Отец Филиста, выведшего колонию в Милет[21]. Царь Эфеса, убит врагами у храма Геры[45].
- Сисирба. Некая героиня. От неё часть эфесцев называлась сисирбитами[46].
- Хелидонида. (Хелидона.) («ласточка») Дочь Пандарея из Эфеса, сестра Аэдоны. Изнасилована Политехном, мужем Аэдоны, при этом взывала к Артемиде. Превращена в птицу[47]. Жалобно стонет[48].
- Эфес. Сын Каистра. Основал святилище Артемиды Эфесской вместе с Коресом[49].

### Прочее
- Асий. Некий герой, храм которого был около Нисы. Там же показывали «асийский луг» у Гомера[50].
- Ассаон. Согласно Ксанфу Лидийскому, отец Ниобы. Когда погиб муж Ниобы, Ассаон влюбился в свою дочь, та отвергла его, и он сжег всех её детей. Ниоба бросилась со скалы, а Ассаон покончил с собой[51].
- Ассес. Отец Анфея, царь Галикарнаса[22]. В другом переводе – название города.
- Афимбр. (Атимбр.) Герой, прибывший с братьями Афимбрадом и Гидрелом из Лакедемона в Ионию и основавший город своего имени, жители которого позднее переселились в Нису[52]. Либо сын Радаманфа, основал город Акара в долине Меандра[53].
- Афимбрад. Герой, прибывший с братьями Афимбром и Гидрелом из Лакедемона в Ионию и основавший город своего имени, жители которого позднее переселились в Нису[52].
- Геламена. (Элламена.) Жена Ассеса, мать Анфея[54].
- Гидрел. Герой, прибывший с братьями Афимбром и Афимбрадом из Лакедемона в Ионию и основавший город своего имени, жители которого позднее переселились в Нису[52].
- Грин (Гриней). Эпоним города Гриней, сын Еврипила (сына Телефа), либо сын Аполлона, посвятил Аполлону рощу в Ионии[55].
- Демокл (так у Конона (Мифы 33); у Лактанция Клос.) Царь, отец Смикрона, которого позабыл на берегу[56].
- Иокс. Сын Меланиппа, внук Тесея. Помог Орниту вывести переселенцев в Карию. Его потомки не жгли колючки дикой спаржи и стебы[57].
- Каистрий. Герой, его храм рядом с Нисой в Ионии[50].
- Кеденей. Согласно Никенету, отец Трагасии[20].
- Клос. См. Демокл.
- Комет. Старший сын Тисамена. Ушел на кораблях в Азию[58].
- Макар. Согласно Эфору, один из спасшихся от Девкалионова потопа, основал город Кариды (Креветки) близ Хиоса[59].
- Нимфей. Вывел колонистов из Мелоса в Карию. Там его полюбила девушка Кафена. Мелийцы перебили на пиру карийцев и основали город Новая Криасса[60].
- Ниоба. Согласно Ксанфу Лидийскому, дочь Ассаона и жена Филотта. Затеяла спор с Лето о красоте их детей. Филотт погиб на охоте, а Ассаон влюбился в дочь, которая её отвергла. Тогда Ассаон созвал её детей на пир и сжег, Ниоба бросилась с высокой скалы[61].
- Орнит. Вывел переселенцев в Карию вместе с Иоксом[57].
- Смикрон. Сын царя Демокла (Клоса), покинутый отцом. Пас коз. Хозяин, слушаясь слов лебедя, ставшего женщиной, выдал замуж за Смикрона свою дочь. Она родила сына Бранха[62].
- Филехма. По версии, жена Фобия, влюбленная в Анфея[63]. См. Клеобея.
- Филотт. Сын Гефеста[64]. Муж Ниобы, дочери Ассаона. Погиб на охоте из-за гнева Лето на его жену[65].

Другие ранние (возможно, исторические) персонажи:
- Диогнет. Стратег эрифрейцев, воевавших с наксосцами. Датировка неясна, но упоминается письменность. См. Полиэн. Стратегемы VIII 36 и комм. с.553; Парфений. О любовных страстях 9, Плутарх. О доблести женской 17.
- Троил. Житель Милета. Соблазнил хозяйскую дочь, а подозрение пало на Гесиода[66].
- Фокс. Тиран Халкиды[67].

## Топонимы и этнонимы
- Бореи. Одна из шести фил Милета[68].
- Бранхиды[69]. Переселены Ксерксом в Бактрию, где построили город[70]. Город разрушил Александр[71][72].
- Дидимы. Святилище[73]. Дидимей — эпитет Аполлона[74]. Микенское имя di-du-mo[75]. Имена Дидима и Бранх определённо карийские[76].
- Ионийцы. (Аполлодор) У Гомера ияоны единственный раз в «Илиаде»[77]. Археологически присутствие греков в Ионии ощущается с рубежа XI—X вв. до н. э. – Милет, Смирна. С IX века до н. э. на Самосе и Хиосе, с VIII века до н. э. – Фокея. На Лесбосе мало что можно датировать ранее VIII века до н. э.[78]
- Каистр. Река[79].
- Керкаф. Гора у Колофона, где могила Калханта[80].
- Клазомены. Город[81].
- Колофон. Город[82]. Эпическую поэму «Основание Колофона» сочинил Ксенофан из Колофона.
- Милет.
- Мимант. Местность[83]. Гора[84]. Гора между Смирной и Колофоном.
- Молпы. Коллегия жрецов, отправлявшихся в Дидимы[85]. Аристократическая коллегия в Милете. В надписях из Пилоса упомянуты mo-ro-pa2, сближаемые с ними[86].
- Нотий. Мыс[87].
- Филесии.
- Энопы. Одна из шести фил в Милете и милетских колониях[16].
- Эрифры. Город, где была олигархия Басилидов[88]. Басилиды – род на Хиосе и в Эрифрах[89].
- Эфес. Город[90].